# Hyperpyron
L'hyperpyron (in greco, [νόμισμα] ὑπέρπυρον) era una moneta bizantina.

## Storia
La principale moneta dell'impero bizantino era stato il solido, il cui contenuto in oro era rimasto costante a 24 carati per sette secoli ed era di conseguenza di grande pregio. Nell'ultima metà dell'XI secolo tuttavia, la moneta fu sempre più svalutata, finché negli anni 1080, dopo i disastri militari e le guerre civili degli anni 1070, il suo contenuto in oro fu ridotto quasi a zero. Nel 1092 l'imperatore Alessio I Comneno (1081–1118) procedette ad una drastica riforma della monetazione bizantina, e introdusse una nuova moneta d'oro, l'hyperpyron ("super-rifinito"). 
Aveva lo stesso peso (4,45 grammi) del solido, ma un minore contenuto in oro (20,5 carati invece di 24) a causa del riuso delle precedenti monete svalutate.
Divenne quindi la più importante moneta bizantina. 
L'hyperpyron rimase la moneta d'oro standard fino a che non cessò di essere coniate dai Bizantini verso la metà del XIV secolo. Anche l'hyperpyron però fu oggetto di una progressiva svalutazione: sotto l'Impero di Nicea, il suo contenuto in oro scese progressivamente a 18 carati, con Michele VIII Paleologo (1259-1282) a 15 e sotto suo figlio e successore Andronico II Paleologo (1282-1328) a 12 carati. Allo stesso tempo, la qualità delle monete peggiorò e, sempre nel XIV secolo, il loro peso era ben lungi dall'essere uniforme. L'ultimo hyperpyron, e anche l'ultima moneta d'oro bizantina, fu coniato da Giovanni VI Cantacuzeno (1347-1352). Il nome rimase in uso solo in seguito come moneta di conto, suddivisa in 24 keration.
L'hyperpyron venne coniato, sia pure con differente rapporti metallici, come visto sino al 1353; proprio questa sua stabilità permise il rientro della monetazione aurea bizantina negli scambi commerciali del Mediterraneo, e nei primi tempi di emissione – proprio per le sue caratteristiche di stabilità – divenne una moneta universalmente accettata. Più tardi, la progressiva decadenza dell'Impero ne minò la lega metallica, tanto che durante l'Impero di Nicea la percentuale di oro presente nella moneta divenne inferiore al 50%. Il rientro a Costantinopoli (1260) peggiorò le finanze imperiali. Per cercare di rimediare alla svalutazione monetaria e sopperire alla carenza di metalli preziosi, tanto che Andronico II nel 1295 introdusse il basilikon, una nuova moneta d'argento meno “impegnativa” che prese il posto dell'aspron trachy. 
Il successo del basilikon (e la difficoltà crescente a reperire oro per la monetazione) segnò la fine dell'hyperpyron che, dal 1353, non venne più coniato.
Il nome fu adottato in varie forme nell'Europea occidentale (latino: perperum, italiano: perpero) e nei paesi Slavi dei Balcani (perper, iperpero, etc.), nomi volti a indicare varie monete, usualmente d'argento, oppure monete di conto.

## Valore
Nel periodo Comneno, l'hyperpyron valeva tre trachy di elettro, 48 trachy di biglione o 864 tetarteron di rame, anche se con la svalutazione del trachy il cambio passò a 12 trachy di electrum e a 288 - 384 trachy di biglione. Nel XIV secolo l'hyperpyron equivaleva 12 pezzi della nuova moneta denominata basilikon, o 96 tornesi, 384  trachy di rame e 768 assarion di rame.